# گوستاو کوریولیس
گاسپار-گوستاو دو کوریولیس (به فرانسوی: Gaspard-Gustave de Coriolis)، یا ساده‌تر، گوستاو کوریولیس (۲۱ مه ۱۷۹۲ – ۱۹ سپتامبر ۱۸۴۳) ریاضی‌دان، مهندس مکانیک و دانشمند فرانسوی بود. شناخته‌شده‌ترین اثر وی کشف شبه-نیروی کوریولیس بود.
وی در ۱۹ سپتامبر ۱۸۴۳ درگذشت و مقبره وی در گورستان مون‌پارناس، پاریس است.